# 哈特菲爾德 (明尼蘇達州)
哈特菲爾德（英語：Hatfield）是一個位於美國明尼蘇達州派普斯通縣的城市。

## 歷史
哈特菲爾德於1880年成立。同年設立郵局，該郵局其後於1992年停運。

## 人口
根據2020年美國人口普查的數據，哈特菲爾德的面積為7.23平方千米，皆為陸地。當地共有人口53人，而人口密度為每平方千米7人。